# Huamani de Lupe
Lupe fue un huamani (en quechua: wamani, es decir: 'provincia') del Imperio incaico, uno de los 28 que conformaban el Collasuyo. Su territorio actualmente es parte de Argentina y de Bolivia.

## Historia
El concepto de un huamani o provincia en el Tahuantinsuyo es muy diverso, estando presente en los ámbitos económico, militar, político y religioso del suyo.

## Organización
Lupe estaba distribuida entre las poblaciones de una nación o naciones, término que la monarquía incaica utilizaba para describir a los pueblos anexados, que fungían de tributarios de «impuesto sobre el trabajo», liderados por un curaca y bajo la protección de un apu, Lupe también recibía a colonos llevados de otros huamanis.